# Casal de Catalunya de París
El Casal de Catalunya de París és una associació fundada el 9 juliol del 1945, amb la voluntat de ser el lloc de trobada de tots aquells catalans exiliats a París. Més de seixanta anys després, l'associació continua existint.
Entre els fundadors de l'associació, hi ha personalitats com Lluís Nicolau d'Olwer (conseller de la Generalitat de Catalunya, ministre del Govern republicà i ambaixador a Mèxic), l'escultor Joan Rebull i Torroja o el pintor Antoni Clavé. L'emblema del Casal de París representa un vaixell i la divisa fluctuat nec mergitur de la capital francesa, les quatre barres són les de la senyera i l'oreneta és l'ocell dels emigrants.

## Activitats
L'associació va arribar a tenir 1360 socis el 1964. Josep Bailina i Sivila, supervivent del camp de concentració de Mauthausen, en fou president el 1984, i l'any 2007, l'associació va decidir, en assemblea general extraordinària, la venda del local del Casal, a la rue Berzélius, perquè ja no corresponia a les seves necessitats. Actualment, l'adreça postal del casal es troba a un local d'associacions que es comparteix amb altres entitats similars a la rue Saint-André-des-Arts i les activitats s'han anat diversificant, passant per la celebració d'una Calçotada, la participació en la Marató de TV3, la participació en lipdub, o la creació d'un grup de Teatre amateur i la colla dels Castellers de París.
El Casal de Catalunya segueix sent avui el punt de Trobada dels Catalans o catalanòfils residents, o simplement de pas, en l'Illa de França.